# 行阿
行阿（ぎょうあ、生没年不詳）は、南北朝時代の和学者。源義行の子で、俗名は源 知行（みなもと の ともゆき）。
和歌や源氏物語研究における、いわゆる河内方のひとり。
曾祖父源光行によって始められ、祖父の親行の代にほぼ完成した『源氏物語』の注釈書『水原抄』に加筆した。また『原中最秘抄』を加筆完成して、源氏学（=『源氏物語』を探求する学問）の権威として、家学の隆盛に力を尽くした。
親行が藤原定家の「拾遺愚草」を清書した際に、定家の許可を得、また勧めによって著した仮名遣いの書があったが、行阿はこれを増補して『仮名文字遣（定家仮名遣、行阿仮名遣）』を著した。同書は以降に増補を重ね、かつ重要視された。
貞治2年/正平18年（1363年）に、二条良基に『源氏物語』の奥義を講義している。